# La schiuma dei giorni
La schiuma dei giorni (L'Écume des jours) è un romanzo di Boris Vian pubblicato nel 1947, dall'editore Gallimard.

## Trama
Colin è un ricco giovanotto il cui valletto, Nicolas, è un uomo pieno di risorse; possiede inoltre un'invenzione olfatto-musicale: il pianocktail. 
Come in un valzer vorticoso, Colin incontra Chloé e la sposa in una pomposa cerimonia. In un atto di generosità, Colin dona un quarto del proprio patrimonio agli amici Chick e Alise cosicché anch'essi possano sposarsi. La felicità dovrebbe regnare tra entrambe le coppie, tuttavia Chloé si ammala durante la luna di miele: ha una ninfea in un polmone, condizione rara e dolorosa che può essere curata solo circondandola di fiori. Le spese per la cura sono proibitive e ben presto Colin finisce sul lastrico.
Nel frattempo, Chick diventa ossessionato dal filosofo Jean-Sol Partre (Jean-Paul Sartre) e spreca soldi e energia nel collezionarne tutte le opere. Alise tenta di salvarlo dal disastro finanziario e di essere nuovamente al centro della sua attenzione; cerca quindi di persuadere Partre a non pubblicare altri libri e lo uccide a un suo rifiuto, vendicandosi anche con i librai. 
Colin tenta disperatamente di trovare, invano, altri fiori per Chloé; il dolore per la sua morte è così forte che il suo topo domestico si suicida per evitare l'enorme tristezza.

## Traduzioni
La prima edizione italiana dell'opera risale al 1965 e fu pubblicata da Rizzoli.

## Adattamenti
Il romanzo è stato adattato nel 1968 in un film intitolato La schiuma dei giorni (L'Écume des jours), diretto da Charles Belmont, con protagonisti Jacques Perrin, Marie-France Pisier, Sami Frey, Alexandra Stewart, Annie Buron e Bernard Fresson. 
Ne è stata inoltre tratta un'opera teatrale con lo stesso titolo nel 1981 ad opera del compositore russo Edison Denisov.
Nel 2001 è stato oggetto di un altro adattamento cinematografico giapponese intitolato Chloe diretto da Go Riju e con Nagase Masatoshi. Il film è stato presentato al Festival di Berlino nel 2001.
Infine, nel 2013 il regista francese Michel Gondry ha realizzato un nuovo adattamento intitolato Mood Indigo - La schiuma dei giorni (L'Écume des jours) interpretato da Romain Duris, Audrey Tautou, Gad Elmaleh, Omar Sy, Aïssa Maïga e Charlotte Le Bon.